# 小ノ澤新
小ノ澤 新（おのざわ あらた、1988年4月28日 - ）は日本の男子プロテニス選手。埼玉県川越市出身。身長178cm。左利き、バックハンド・ストロークは両手打ち。東海大学菅生高等学校卒業。イカイ所属。
ATPランキング自己最高位はダブルス274位。日本ランキング自己最高位はシングルス9位、ダブルス3位。

## 来歴
小学2年生からテニスを始める。
全国小学生大会シングルスベスト4、全国中学生大会シングルス優勝、インターハイシングルス準優勝などジュニアでの成績を残し2006年9月にプロ転向。
プロ転向後は全日本テニス選手権大会シングルスベスト4、ダブルス準優勝、トヨタチャレンジャーシングルスベスト8。2020年島津全日本室内テニス選手権でシングルス・ダブルス共に優勝し、単複2冠を達成した。
日本ランキング最高位はシングルス9位、ダブルス3位。
妻はプロテニス選手の山本みどり。